# Mače, Preddvor
Mače so vas v Občini Preddvor.
Mače so zelo stara vas pod vznožjem V. Vrha (993 m)  in Kozjeka (1098 m), kjer so nekatere stare hiše ohranile svojo prvotno ljudsko arhitekturo, tip gorenjske alpske hiše
Na pobočju nad vasjo je cerkev sv. Miklavža iz 15. stoletja, z lesenim kasetiranim stropom in freskami iz leta 1467. Slike prikazujejo Pohod in Poklon treh kraljev in prihod Sv. Uršule v Köln.

## Galerija slik
- Sv. Miklavž
- Sv. Miklavž - freska na južni steni